# جوشوا إنغرام
جوشوا إنغرام هو طبال كندي، ولد في 17 ديسمبر 1992.